# Сваволя
Свавілля — воля, не узгоджена із законами соціальної природи, тобто природними законами життя людей у суспільстві й, зокрема, законами природного права. Проявляється у вчинках, що суперечать законам соціальної природи і не відповідають здоровому глузду. Свавільні вчинки, що суперечать нормам права, які у формі законодавства відображають відповідні природні закони, набувають форми правопорушень, у тому числі злочинів.
У праві термін «свавілля» і похідні від нього використовуються, коли треба кваліфікувати ті чи інші дії як такі, що суперечать природним законам життя людей, безвідносно до того, чи порушують вони чинне законодавство. Так, крім терміна «незаконне» вживається термін «свавільне» в ч. 1 ст. 17 Міжнародного пакту про громадянські та політичні права 1966, де зазначається, що «ніхто не повинен зазнавати свавільного чи незаконного втручання у його особисте чи сімейне життя», а також у ст. 37 Конвенції про права дитини 1989, згідно з якою д-ва має дбати, аби жодна дитина не була позбавлена свободи незаконним, чи свавільним чином.
У такому самому значенні термін вживається і в ст. 27 Конституції України, де вказується, що «ніхто не може бути свавільно позбавлений життя». Відповідно до рішення КС України від 29.XII.1999 про визнання неконституційними положень ст. 24 КК України 1960, які передбачали смертну кару як найтяжчий вид покарання, слово «свавільно» в даному контексті означає «порушуючи природне право людини на життя». В ЦивК України зазначається, що до загальних засад цивільного законодавства належить «неприпустимість свавільного втручання у сферу особистого життя людини» (п. 1 ч. 1 ст. 3), а в СК України йдеться про «недопустимість свавільного втручання у сімейне життя» (ч. 4 ст. 7).